# 东风型柴油动车组
东风型柴油动车组，又称东风号摩托列车、NM1型柴油动车组，是中国铁路的柴油动车组车型之一，同时也是中国第一台液力传动柴油机车和第一列双层客车，由青岛四方机车车辆厂于1958年设计试制。该型列车由两台动力头车和四辆双层客车组成，适用于近郊短距离快速客运，每台动力车装用两台DV12A型高速柴油机，并采用SF2006-1型液力传动装置。虽然该型列车在结构性能上仍存在不少问题，未能投入批量生产，但其设计、试制、试验过程为后来的卫星型柴油机车、红星型柴油机车、以及双层客车列车组累积了宝贵的经验。

## 发展历史

### 开发背景
1950年代，中国开始踏上铁路牵引动力内燃化和发展国产内燃机车的道路。1956年8月，由中国铁道科学研究院编制的中国首个铁路科技发展规划——《1956年—1967年铁道科学技术发展远景规划》在全国铁道科学工作会议上讨论通过，指出“技术政策的中心环节是牵引动力改革，要迅速地、有步骤地由蒸汽机车转到电力机车和内燃机车上去”，从此确定了牵引动力改革的方向。1956年至1958年，第一机械工业部机车车辆研究所、铁道部铁道科学研究院展开一系列的课题研究，通过技术人员的培养和技术资料的研究，初步掌握了内燃机车的工作原理、设计方法和试验方法，完成了发展内燃机车的前期准备工作。
1958年起，在大跃进运动形势的推动下，铁道部各主要机车制造和修理工厂纷纷掀起“争取生产内燃机车”的热潮，包括长辛店机车车辆工厂试制的建设型柴油机车、大连机车车辆工厂试制的巨龙型柴油机车、戚墅堰机车车辆工厂的先行型柴油机车。在上述这几种电力传动柴油机车当中，除了仿制苏联TE3型机车的巨龙型机车以外，建设型和先行型机车都在动力与传动装置的配套上遇到了困难。由于中国当时动力机械工业的大型电机制造能力和技术水平还比较落后，无法提供与机车柴油机转速和功率相匹配的发电机，建设型和先行型机车只能在柴油机和发电机之间增设一个减速齿轮箱。青岛四方机车车辆厂在着手设计时也遇到同样障碍后，根据“液力传动和电力传动并举”的方针，决定冒着风险采用液力传动技术。
1958年6月，青岛四方机车车辆厂与大连机车车辆研究所、上海交通大学、集宁机务段等组成联合设计组，开始研制东风型液力传动双层摩托列车。1958年7月18日，联合设计组完成了列车组和液力传动装置的设计工作。同年9月22日，青岛四方机车车辆厂仅用了两个月就成功试制出第一列东风型双层摩托列车。东风型摩托列车又称为NM1型内燃摩托列车（“N”、“M”分别为内燃、摩托的汉语拼音首字母缩写），设计用于近郊短距离快速客运，整列列车编组由位于两端的动力机车和中间的四节双层客车连挂组成，构造速度为120公里/小时。

### 运用历史
1958年9月底，东风型动车组被送往北京，参加全国铁路职工国庆九周年献礼展览会。1959年，列车交付北京铁路局北京内燃机车折返段（后改称北京内燃机务段）进行运用试验，担当京山铁路北京至天津间的客运任务，试运过程中最高速度达到90公里/小时。1960年6月，列车开始在北京近郊铁路线上投入运营，担当北京至琉璃河、长辛店的市郊旅客列车。由于缺乏液力传动装置的设计经验，传动系统的结构和性能上都存在不少问题。液力变矩器是按照苏联的公式计算进行设计，试运行中发生了工作油温过高、泵轮叶片打断、万向轴扭成麻花等事故。1961年，列车组两端的动力机车停止使用，而中间的双层客车仍配属北京车辆段继续使用。1962年9月，四节双层客车转配属沈阳铁路局沈阳车辆段，被改编入1961年新造的双层客车列车组。
1963年3月，根据铁道部指示，双层客车列车组返回青岛四方机车车辆厂进行改进。1963年12月，双层列车组完成整修改造后转配属上海铁路局杭州车辆段。1964年1月5日，双层列车组首次在沪杭铁路进行试运行。1964年4月1日起，正式担当上海至杭州的93/94次旅客快车。1978年后改为投入浙赣铁路使用，担当杭州—金华—衢州的221/222次旅客列车。1969年7月至9月，杭州车辆段对四节原属东风型动车组的双层客车进行了一次改造，割除了上下层客室内部的立柱支撑，并以下开滑轨式车窗取代原来的手摇上开式车窗。1974年，本车随同双层客车列车组一起返厂再次进行改造，主要是将车内座椅改为与22型客车通用的座椅，转向架滑动轴承改为滚动轴承，取消了车下暖气主管等。
作为中国铁路的第一代双层客车，由于在设计试制过程中缺乏经验，因此在多年的运用过程中也暴露了一些问题，例如客室通风不良、夏季车内温度太高、车体漏水导致电气绝缘性能下降、车体钢结构腐蚀严重。1982年6月15日，双层客车列车组正式停运报废。

## 技术特点

### 动力机车

#### 总体布置

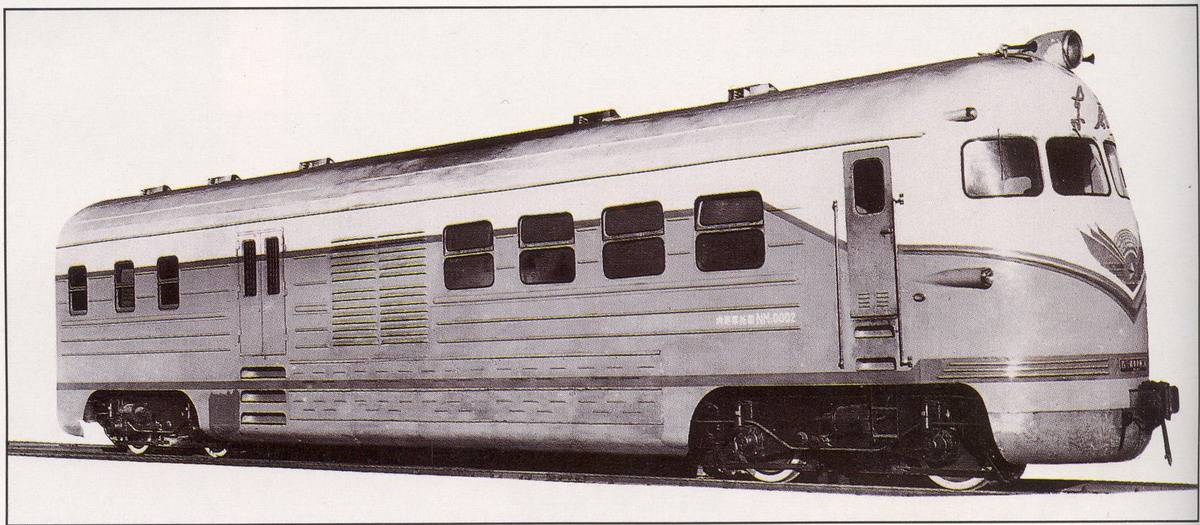
动力头车

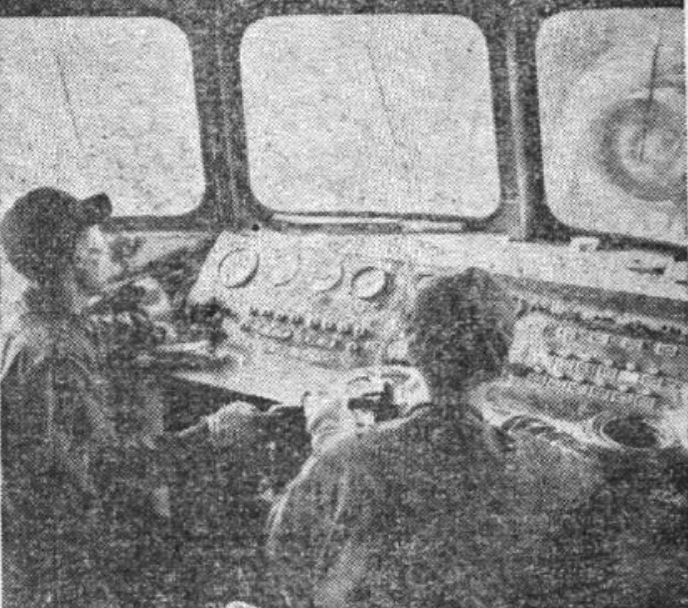
东风号动车组的司机操纵台

东风型动车组是用于近郊短距离快速客运的柴油动车组，每组列车由两节动力头车和四节中间拖车组成（M+4T+M）。前后两端的动车结构大致相同，以推挽方式牵引列车运行。动力机车的车号为NM1-001、NM1-002，车体高度和宽度与双层客车一致，车体重量由两台二轴转向架承担，前转向架为动力转向架，后转向架为无动力转向架，机车轴式B-2，整备重量65吨，构造速度为120公里/小时。动力机车内部從前至後依次布置為司机室、动力室、冷却间、储存间以及餐室。两台机车之间设有重联装置，可通过任一端司机室同时操纵两台动车。此外，在NM1-001号动力车上还设有一台10千瓦的汽油机—发电机组，用于为全列列车提供电源。转向架构架采用全电焊钢板焊接结构，车体重量由四个弹性旁承支承，车轴轴箱采用滚动轴承，牵引力和制动力通过心盘传递，轴箱与构架之间设有垂向油压减震器。

#### 动力装置
每台动力车的动力室内装有两台由山西柴油机厂制造的DV12A型柴油机。该型柴油机为12气缸、直喷式、四冲程、V型高速柴油机，气缸直径为150毫米，活塞行程为180毫米（左）／186.7毫米（右），气缸夹角为60°，额定转速为每分钟1500转，标定功率为220千瓦（300马力），单位燃油消耗率为180克/有效马力·小时，柴油机净重为850公斤。单节动车功率为440千瓦（600马力），动车组总功率为880千瓦（1200马力）。此外，柴油机采用机械传动方式驱动冷却风扇，后增速齿轮箱经万向轴传动风扇齿轮箱，然后经摩擦离合器及万向轴传动冷却风扇。

#### 传动系统
液力传动系统由青岛四方机车车辆厂和大连机车车辆研究所联合设计制造，主要包括液力传动箱、中间齿轮箱、车轴齿轮箱、万向轴等部件。两组柴油机发出的功率经摩擦离合器、增速齿轮箱输入到液力传动箱，然后从液力变速箱的输出法兰经万向轴传动中间齿轮箱，再经万向轴传动前转向架一、二位车轴上的车轴齿轮箱，从而驱动轮对。液力传动箱采用双变矩器的多循环圆结构，包括一个B1型起动变扭器和一个B2型运转变扭器，这两种变矩器是按全苏铁道运输科学研究院的计算公式设计而成，设计最高效率约为0.82～0.84。司机按照机车速度和柴油机转速，以电—风遥控进行换挡。当输入转速为每分钟2500转时，最大输入功率为540马力。传动装置还设有齿式离合器的换向机构。

### 双层客车

#### 车体结构

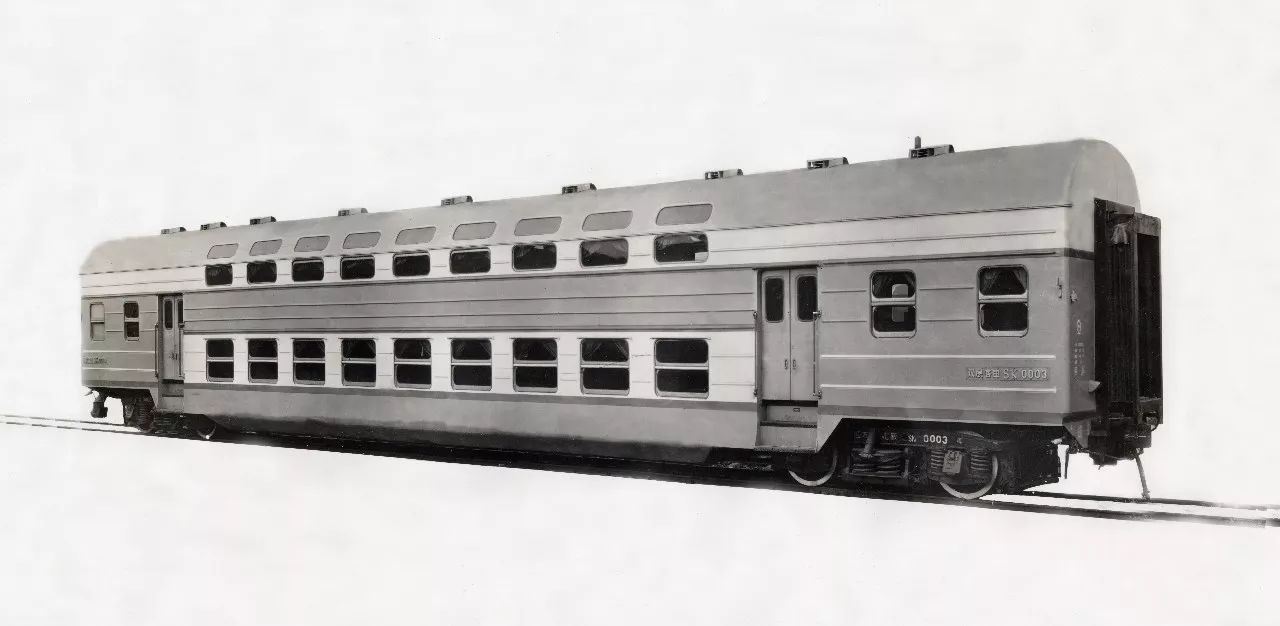
双层客车

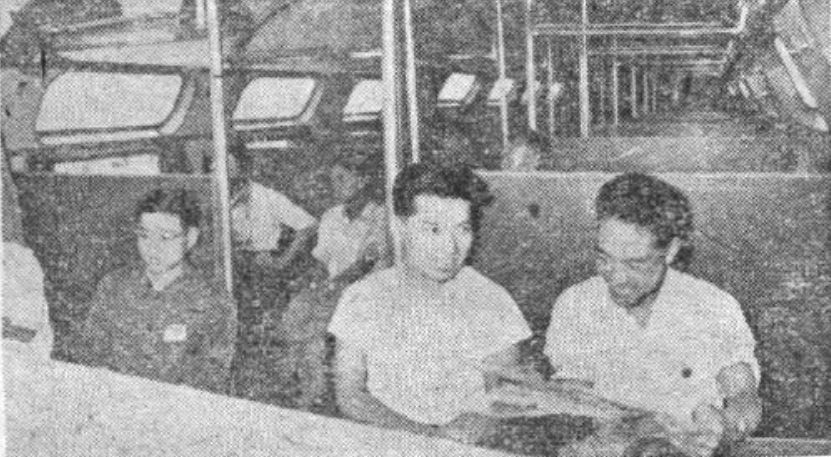
双层客车上层客室内景，可见设于车顶两侧的采光玻璃窗，以及用来支撑地板的16根立柱

东风型动车组的四节中间拖车均为双层客车（设计图号：双2），客车车号为SK 0001～0004。车体钢结构采用鱼腹型无中梁薄壁筒体焊接结构，侧墙结构由上侧梁、侧立柱、侧门柱、中层地板托梁和外部蒙皮焊接而成，外部蒙皮采用2毫米厚度的压根钢板。车体长度和宽度均与22型客车相同，车体长度为23,600毫米，车体宽度为3,104毫米。车顶距轨面高度为4,650毫米，比22型客车高约385毫米；车体下部距轨面高度为270毫米，比22型客车底约600毫米。车辆自重47.5吨，构造速度为120公里/小时。该型双层客车的主要特点是上、下两层各设有16根立柱，以直接承载上层重量和加强车体刚度，但缺点是导致车内空间压抑并阻碍旅客携物通行，杭州车辆段于1969年对该型双层客车进行改造时，割除了客室内部的所有立柱，同时加强了上下层楼梯隔板结构，以承载上层客室的部分重量，并将下层客室顶部改造成拱形顶，以加强上层地板的强度。自此以后中国研制的双层客车均以桥式拱形结构代替立柱支撑。

#### 总体布置
客车内部分为上层客室、下层客室和两端中层三个部分。由于该动车组原设计用于近郊短距离通勤客运，因此将四辆双层客车全部设计成硬座车，并且为追求较高定员而采用较为紧凑的座席布置，使旅客乘坐舒适度受到较大影响。上下客室均采用3+3方式布置的对座座椅，两行座椅间的中心间距只有1500毫米。下層客室定員80人，上層客室定員104人，通过台部分定员14人，合計定員198人。客车两端中层部分设有设有厕所、锅炉间、乘务员座席和通过台，侧门设在端部底架与下层鱼腹部相衔接处。
上层客室采用下开式车窗，下层客室采用上开式车窗。上层车顶两侧原设有采光用的固定式玻璃窗，但因受太阳辐射热影响导致夏季车内温度太高，因此于1966年取消了车顶玻璃窗并改焊钢板。上层和下层客室采用了不同的通风方式，上层车顶设有18个格兰德式自然通风器，下层通过设置在车底的通风孔进行通风。车内取暖采用温水循环独立锅炉装置。车内照明用电由动力机车集中供电。双层客车装用青岛四方机车车辆厂研制的第一代202型C轴客车转向架，该型转向架是无导框式客车转向架，固定轴距为2,400毫米，采用H型一体化铸钢构架、导柱式轴箱定位装置、摇动台式摇枕弹簧悬挂装置、两系圆弹簧带油压减震器、吊挂式闸瓦基础制动装置。

## 参看
- 中國動車組列表
- 卫星型柴油机车
- 红星型柴油机车
- 双层客车列车组
- NC3型柴油动车组